# 五条鎮定
五条 鎮定（ごじょう しげさだ）は、戦国時代から安土桃山時代にかけての武将。大友氏の家臣。筑後国高屋城主。

## 出自
五条氏は大友氏に属した筑後の国人。筑後高屋城主（1万4000石）。祖は広澄流清原氏で明経道を家学とした家柄である。五条家の遠祖は一条天皇の代の代表的儒学者である明経博士清原広澄で、その子孫が良枝であり、その長子・宗尚は清原の正統の血筋として続き、次子・頼元が五条家の祖となった。頼元は、後醍醐天皇皇子懐良親王の征西大将軍としての九州入りに、補佐役として伴われ、その子孫はそのまま九州に土着することとなった。筑後十五城の1つとして数えられる。

## 略歴
初め大友義鑑から偏諱を受け鑑定、二階崩れの変で義鑑が死去すると子・義鎮（宗麟）から偏諱を受け鎮定に改名した。大友氏の加判衆の一人。永禄10年（1567年）、同12年（1569年）の軍忠書に名前が見え、家中から多大な犠牲を出して大友氏の戦に貢献している事がわかる。
天正6年（1578年）の耳川の戦いでも多大な犠牲を家中から出している。主に筑後方面での諸戦で活躍していた模様。耳川での大敗後、次々と大友氏から龍造寺氏や島津氏に寝返った筑後国人の中で、問註所統景と共に最後まで大友氏に属して孤軍奮闘し、天正12年（1584年）には、龍造寺氏に内応したとの嫌疑で、それまで大友氏に属していた猫尾城の黒木家永を攻め、功績を称えられている。秀吉の九州国分により主君大友義統が豊後一国に封じられると豊後に移住した。
同15年（1587年）に筑紫広門の与力となっているが、後の動向は不明。
嫡男・統康は主君大友義統が豊後を豊臣秀吉により改易されると加藤清正に仕え子の長安の代からは矢部氏を名乗り、後に筑後柳河藩立花氏に仕えた。